# Vern Gosdin
Vern Gosdin (Woodland, 5 augustus 1934 - Nashville, 28 april 2009) was een Amerikaans countryzanger.

## Biografie
Vern deed zijn eerste muzikale ervaringen op in de familie, als lid van de Gosdin Family Gospel Radio Show, die in het begin van de jaren 1950 bijna dagelijks uitgezonden werd. In 1961 verhuisde hij met zijn broer Rex naar Californië, waar zij als de Golden State Boys samen met Dom Parmley bluegrass speelden. Kort nadien sloot ook Chris Hillman zich aan en noemde de groep zich "The Hillmen". Chris Hillman ging in 1964 naar de toen nog onbekende Byrds. Zijn country-stijl zou de volgende jaren de Westcoast-band in belangrijke mate beïnvloeden. Vern sloeg het aanbod af om ook bij de Byrds te gaan en bleef met zijn broer Rex verder spelen als de "Gosdin Brothers". In 1967 brachten zij Hangin' On uit. Een jaar later viel het duo uit mekaar.
Vern trok zich terug uit de muziek en kwam aan de kost als verkoper van glaswaren. In 1976 maakte hij een comeback. Hij ging naar Nashville en nam opnieuw Hangin' On op. De song bereikte de top 20. Het daaropvolgende Yesterday's Gone kwam een jaar later in de top 10.
In 2006 werd hij opgenomen in de Alabama Music Hall of Fame.

## Discografie

### Albums
| Jaar | Album                                     | US Country-top | RIAA | Label       |
| ---- | ----------------------------------------- | -------------- | ---- | ----------- |
| 1977 | Till the End                              | 10             |      | Elektra     |
| 1978 | Never My Love                             | 24             |      | Elektra     |
| 1979 | You've Got Somebody                       |                |      | Elektra     |
| 1979 | The Best of Vern Gosdin                   |                |      | Elektra     |
| 1982 | Today My World Slipped Away               | 30             |      | A&M         |
| 1983 | If You're Gonna Do Me Wrong (Do It Right) | 17             |      | Compleat    |
| 1984 | There Is a Season                         | 17             |      | Compleat    |
| 1985 | Time Stood Still                          | 31             |      | Compleat    |
| 1986 | Greatest Hits                             | 48             |      | Compleat    |
| 1988 | Chiseled in Stone                         | 7              | Gold | Columbia    |
| 1989 | Alone                                     | 11             |      | Columbia    |
| 1990 | 10 Years of Hits - Newly Recorded         | 21             | Gold | Columbia    |
| 1991 | Out of My Heart                           | 41             |      | Columbia    |
| 1993 | Nickles, Dimes and Love                   |                |      | Columbia    |
| 2008 | 40 Years of The Voice - Box Set           |                |      | VGM/Tangent |

### Singles
| Jaar | Single                                                           | US Country-top | Album                                     |
| ---- | ---------------------------------------------------------------- | -------------- | ----------------------------------------- |
| 1976 | "Hangin' On" (with Emmylou Harris)                               | 16             | Till the End                              |
| 1977 | "Yesterday's Gone" (with Emmylou Harris)                         | 9              | Till the End                              |
| 1977 | "Till the End"                                                   | 7              | Till the End                              |
| 1977 | "Mother Country Music"                                           | 17             | Till the End                              |
| 1978 | "It Started All Over Again"                                      | 23             | Till the End                              |
| 1978 | "Never My Love"                                                  | 9              | Never My Love                             |
| 1978 | "Break My Mind"                                                  | 13             | Never My Love                             |
| 1979 | "You've Got Somebody, I've Got Somebody"                         | 16             | You've Got Somebody                       |
| 1979 | "All I Want and Need Forever"                                    | 21             | You've Got Somebody                       |
| 1979 | "Sarah's Eyes"                                                   | 57             | You've Got Somebody                       |
| 1981 | "Too Long Gone"                                                  | 28             | Today My World Slipped Away               |
| 1981 | "Dream of Me"                                                    | 7              | Today My World Slipped Away               |
| 1982 | "Don't Ever Leave Me Again"                                      | 28             | Today My World Slipped Away               |
| 1982 | "Your Bedroom Eyes"                                              | 22             | Today My World Slipped Away               |
| 1982 | "Today My World Slipped Away"                                    | 10             | Today My World Slipped Away               |
| 1983 | "If You're Gonna Do Me Wrong (Do It Right)"                      | 5              | If You're Gonna Do Me Wrong (Do It Right) |
| 1983 | "Friday Night Feelin'"                                           | 49             | Single only                               |
| 1983 | "Way Down Deep"                                                  | 5              | If You're Gonna Do Me Wrong (Do It Right) |
| 1983 | "I Wonder Where We'd Be Tonight"                                 | 10             | If You're Gonna Do Me Wrong (Do It Right) |
| 1984 | "I Can Tell By the Way You Dance (You're Gonna Love Me Tonight)" | 1              | There Is a Season                         |
| 1984 | "What Would Your Memories Do"                                    | 10             | There Is a Season                         |
| 1984 | "Slow Burning Memory"                                            | 10             | There Is a Season                         |
| 1985 | "Dim Lights, Thick Smoke (And Loud, Loud Music)"                 | 20             | Time Stood Still                          |
| 1985 | "I Know the Way to Love You by Heart"                            | 35             | Time Stood Still                          |
| 1986 | "It's Only Love Again"                                           | 68             | Time Stood Still                          |
| 1986 | "Was It Just the Wine"                                           | 61             | Time Stood Still                          |
| 1986 | "Time Stood Still"                                               | 51             | Time Stood Still                          |
| 1987 | "Do You Believe Me Now"                                          | 4              | Chiseled in Stone                         |
| 1988 | "Set 'Em Up Joe"                                                 | 1              | Chiseled in Stone                         |
| 1988 | "Chiseled in Stone"                                              | 6              | Chiseled in Stone                         |
| 1989 | "Who You Gonna Blame It on This Time"                            | 2              | Chiseled in Stone                         |
| 1989 | "I'm Still Crazy"                                                | 1              | Alone                                     |
| 1989 | "That Just About Does It"                                        | 4              | Alone                                     |
| 1990 | "Right in the Wrong Direction"                                   | 10             | Alone                                     |
| 1990 | "Tanqueray"                                                      | 75             | Alone                                     |
| 1990 | "This Ain't My First Rodeo"                                      | 14             | 10 Years of Hits - Newly Recorded         |
| 1990 | "Is It Raining at Your House"                                    | 10             | 10 Years of Hits - Newly Recorded         |
| 1991 | "I Knew My Day Would Come"                                       | 64             | Out of My Heart                           |
| 1991 | "The Garden"                                                     | 51             | Out of My Heart                           |
| 1991 | "A Month of Sundays"                                             | 54             | Out of My Heart                           |
| 1993 | "Back When"                                                      | 67             | Nickels, Dimes and Love                   |